# Dembyckia
Dembyckia is een kevergeslacht uit de familie van de boktorren (Cerambycidae). De wetenschappelijke naam van het geslacht werd voor het eerst geldig gepubliceerd in 2013 door Miroshnikov.

## Soorten
Dembyckia is monotypisch en omvat slechts de volgende soort:
- Dembyckia pacholatkoi Miroshnikov, 2013